# Кічкаський міст
Кічкаський міст — арковий міст через річку Дніпро поблизу Олександрівська (нині Запоріжжя), що існував у 1904 — 1931 роках. Через міст здійснювалося залізничне сполучення між Донбасом та Криворіжжям.

## Історія та будівництво
На місці Кічкаської переправи, де і був побудований міст, раніше діяв пором. Спочатку дерев'яний пором ходив по канату, потім — по тросу. За один раз пором перевозив до десяти парокінних возів. Необхідність зв'язати Донбас та Криворіжжя залізничною магістраллю привела до будівництва мосту, яке почалося у 1900 році.
Наприкінці червня 1902 року був зібраний та випробуваний єдиний в Російській імперії великий арочний міст через Дніпро. Розробкою проекту займався відомий інженер Проскуряков Лавр Дмитрович. Будівництво вів інженер Ф.В. Лат.
Міст був двоярусний, одноарковий, металевий, клепаної конструкції. Відстань між опорами арки становила 190 м. Загальна протяжність мосту дорівнювала 336 м. Відстань від верхньої точки арки до лінії опор — 20 м.
Верхнім поверхом була прокладена двоколійна залізнична магістраль, по нижньому — з лівого і з правого боків мосту — пішохідні тротуари. По середині між тротуарами проходили основні несучі конструкції мосту. Міст був консольно-балковий.
1902 року було відкрито лише пішохідний рух по мосту. Офіційне відкриття мосту відбулося 14 квітня 1904 року, він став доступний для гужового транспорту. Залізничний рух по мосту було відкрито 22 січня 1908 року.
З часу випробування у лютому 1908 року до демонтажу у листопаді 1931 року споруда проіснувала 23 роки. Деякий час проїзд нижнім ярусом був платним, з безкоштовним користуванням для пішоходами. 
Краєзнавець А. Кащенко, у 1909 році занотував свої перші враження:
|  | ...Я повернувся геть од мосту, глянув у далечину до Вовчого Горла, кинув оком униз на водокрутні Дніпра і знову вражіння величности цього місця опанувало моєю істотою. Але один погляд на міст, і знову те враження зникало... Врешті решт я мусив признатись, що величність людського генія й праці, укладена у Кічкаській міст, переважила величність того, що утворювала тут природа, і принизила її. Вітер не дав нам довго любувати на це зьявище і гнав геть від берегу й скель. Ми піднялися до шляху і увійшли у спідній поверх мосту, зроблений виключно на те, щоб по ньому ходити подорожнім і іздити кіньми, поїзди ж бігали по верхньому поверху. Дійшовши до середини мосту, я спинився і почав показувати приятелю Стовпи та Стоги, що бованіли серед води верстви за півтори нижче мосту, а також звернув його увагу на голову Хортиці, що розрізала Дніпро на двоє... |

Письменник Ф. Гладков, відвідуючи місцевість Дніпробуд 20 років по тому, у свою чергу писав про останні часи: 
|  | ...Ось міст, той самий, стрункий залізничний міст, який вже скоро не перелітатиме через Дніпро. У цьому місці вода жирно підніметься до залізничної колії, і, якби міст залишили на місці, він майже весь поринув би у спокій безодні. А з мосту видно, як мчить Дніпро, ріже відбиття небес, десь глибоко в проваллі, в мохово-зелених скелях граніту. Ці скелі — округлі, обтерті: вони дуже схожі на гігантські короваї, що навалилися один на одний і зрослися... |

Наразі збереглася лише половина правобережного устою, у верхньому б'єфі поряд з островом Сагайдачного.

## Реставрація
З початком громадянської війни Кічкаський міст набуває стратегічного значення. По ньому перевозяться війська та боєприпаси, поранені та медикаменти, різна техніка.
Полотно мосту кілька разів підривали під час громадянської війни. Наприклад, у листопаді 1919 року махновцями з Кічкаського мосту були зняті рейки та спалений настил.
19 вересня 1920 року, під час наступу білогвардійців на Олександрівськ відступаючими червоними військами було підірвано центральний проліт Кічкаського мосту. Радянська історіографія приписувала цей підрив махновцям, і на Хортиці екскурсоводи досі про це розповідають. Але зі спогадів очевидців то не так було. Після підриву мосту відбулася трагедія — до річки Дніпро впав состав з пораненими, біля 200 чоловік загинуло. Вагони досі лежать на дні (у 2004 році їх знайшли місцеві дайвери).
Найсерйозніший вибух призвів до того, що центральна частина мосту була зруйнована. Широко поширена думка, що цей вибух начебто був здійснений махновцями. Про цей «випадок» розповідає Максим Горький у своєму оповіданні 1928 року.
Після закінчення Громадянської війни з'явилася необхідність у налагодженні залізничного сполучення по Катерининській магістралі, а отже й відновлення Кічкаського мосту. За ходом всіх робіт, пов'язаних з відновленням мосту, стежив у той час нарком шляхів сполучення Фелікс Дзержинський.
29 травня 1921 року на технічній нараді під головуванням наркома було розглянуто спеціальне питання про хід відновлення моста. Начальником відновлювальних робіт був призначений інженер Харламов. Комісаром дороги Фокеев. Необхідні металоконструкції виготовлялися на Брянському заводі у Катеринославі. 14 вересня 1921 року Кічкаський міст був відновлений.

## Демонтаж
Після закінчення будівництва ДніпроГЕСу та нових металевих мостів через острів Хортиця, потреба в Кічкаському мості відпала. Він потрапляв у зону затоплення у верхньому б'єфі греблі. 6 листопада 1931 року Кічкаський міст був демонтований.